# Xenon
XENON é um projeto de pesquisa de matéria escura operado no laboratório italiano de Gran Sasso, uma instalação de pesquisa subterrânea com experiências que visam detectar partículas de matéria escura.

## Causa primária do Detector

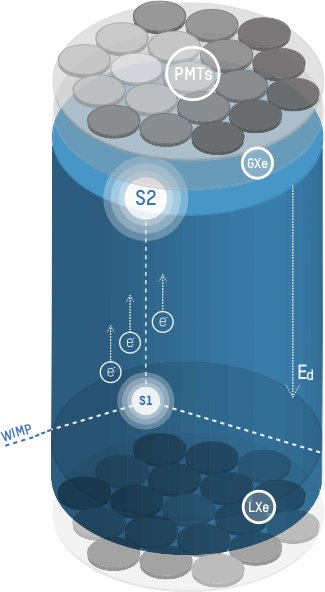
Esboço do princípio de funcionamento de uma câmara dupla fase de xenônio (TPC)

A experiência XENON opera uma câmara de projeção de fase dupla (TPC), que utiliza um alvo de xenônio líquido com uma fase gasosa em cima. Duas matrizes de tubos Fotomultiplicadores, uma na parte superior do detector na fase gasosa (GXe) e uma na parte inferior da camada líquida (LXe), detectam cintilação e luz de eletroluminescência produzida quando partículas carregadas interagem no detector . Os campos eléctricos são aplicados em ambas, nas fases líquida e gasosa do detector.

## XENON10
O experimento XENON10 foi instalado no laboratório em março de 2006. O detector XENON10 retém 15 kg de xenônio líquido. O volume sensível do TPC mede 20 cm de diâmetro e 15 cm de altura.

## XENON100
O segundo detector de fase, XENON100, contém 165 kg de xenônio líquido, com 62 kg na região alvo e o xenônio restante num veto ativo. O TPC do detector tem um diâmetro de 30 cm e uma altura de 30 cm. XENON100 operou a mais baixa experiência de fundo para pesquisas de matéria escura, com um fundo de 50 mdru (1 mdru = 10−3 eventos/kg/day/keV).Cientistas do XENON100 procuraram em 2016 uma variação anual na taxa de blips em seu detector, mas não puderam encontrar nenhuma evidência de matéria escura

## XENON1T
Construção da próxima fase, XENON1T, começou no pavilhão B do laboratório de Gran Sasso, em 2014. O experimento XENON1T está atualmente em fase de comissionamento. Em agosto de 2016, o laboratório declarou que "Em 17 de março [2016], o TPC foi preenchido com gás xénon quente pela primeira vez, ... para adquirir os primeiros sinais de cintilação com o detector"